# Lissonota gracilipes
Lissonota gracilipes là một loài tò vò trong họ Ichneumonidae.